# Hellyethira cubitans
Hellyethira cubitans is een schietmot uit de familie Hydroptilidae. De soort komt voor in het Australaziatisch gebied.